# Hyrynsalmi

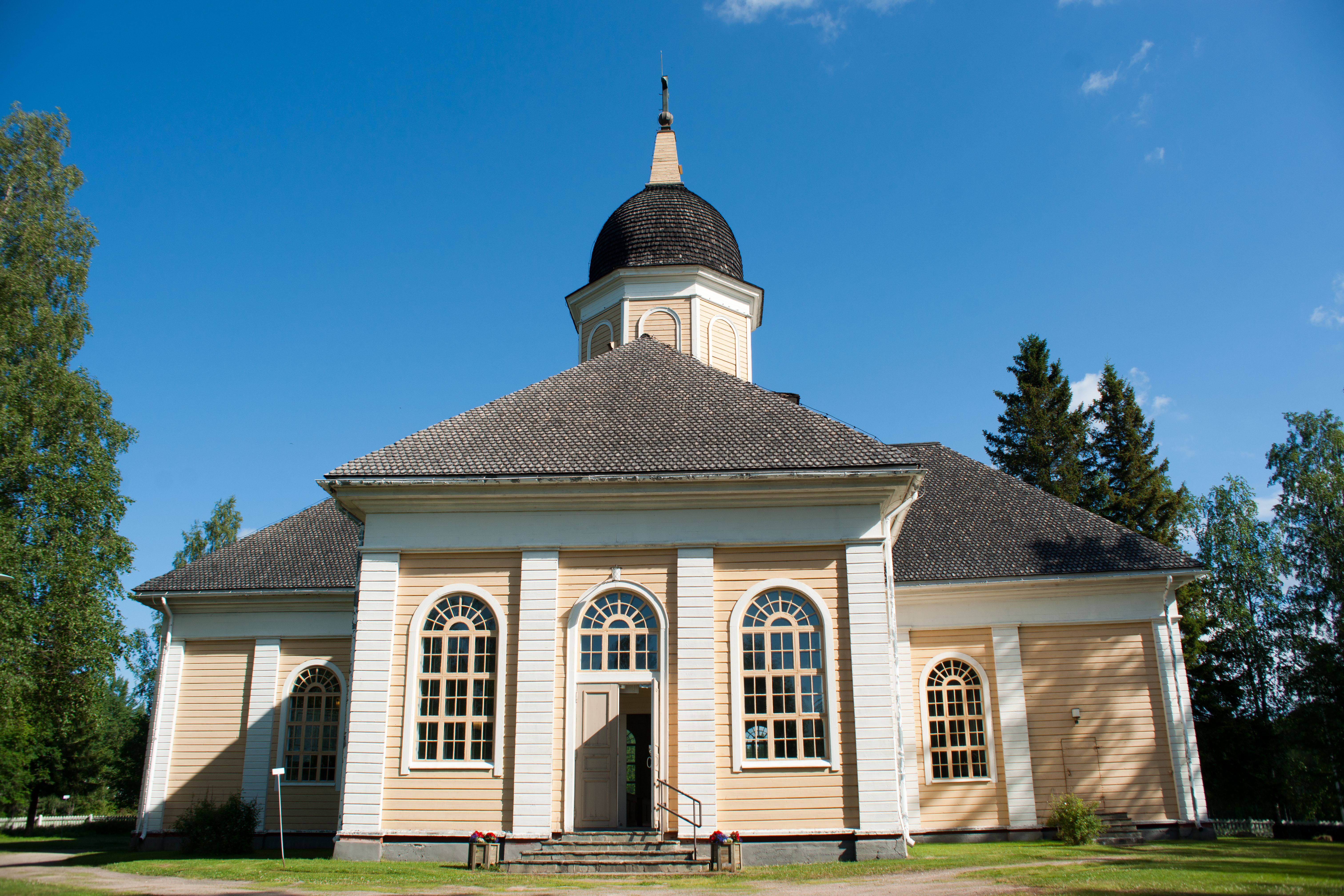
Kerk van Hyrynsalmi

Hyrynsalmi is een gemeente in de Finse provincie Oulu en in de Finse regio Kainuu. De gemeente heeft een landoppervlakte van 1.421,25 km² en telt 2.094 inwoners (2022).
Hyrynsalmi · Kuhmo · Puolanka · Suomussalmi · Kajaani · Paltamo · Ristijärvi · Sotkamo · Vaala
Voormalige gemeenten:
Kajaanin malaaiskunta · Vuolijoki